# Гонерат
Гонерат (нім. Honerath) — громада в Німеччині, розташована в землі Рейнланд-Пфальц. Входить до складу району Арвайлер. Складова частина об'єднання громад Аденау.
Площа — 2,01 км2. Населення становить 160 ос. (станом на 31 грудня 2020).